# Lista di casi grammaticali
Questa è una lista di casi grammaticali, usati da varie lingue flessive che hanno declinazioni.

## Luogo e tempo
Nota: la maggior parte dei casi utilizzati per la posizione e il movimento possono essere utilizzati anche per il tempo.

### Posizione
| Caso             | Utilizzo                     | Esempio                          | Presente nella lingua |
| ---------------- | ---------------------------- | -------------------------------- | --- |
| Caso adessivo    | posizione adiacente          | vicino alla casa                 | estone, finlandese, ungherese, lesgo, lituano, livone, tlingit, tsez |
| Caso antessivo   | posizione anteriore          | davanti alla casa                | lingue dravidiche |
| Caso apudessivo  | posizione accanto a qualcosa | accanto alla casa                | tsez |
| Caso inessivo    | dentro qualcosa              | dentro alla casa                 | armeno, basco, erzya, estone, lituano, finlandese, ungherese, osseto, tsez |
| Caso intrativo   | tra qualcosa                 | tra le case                      | limbu, quechua |
| Caso locativo    | posizione                    | a/su/in casa                     | armeno orientale, azero, bengalese, bielorusso, bosniaco, ciuvascio, croato, ceco, ungherese (solo per alcuni nomi di città tradizionali), inuktitut, giapponese, kashmiri, latino (limitato), lettone, lituano, mancese, sami settentrionale, polacco, quechua, russo, sanscrito, serbo, sami di Inari, sami skolt, slovacco, sloveno, lingue sorabe, telugu, tlingit, turco, ucraino, uzbeco (Nota: il caso presente nelle lingue slave e chiamato "caso locativo" in inglese è in realtà un caso preposizionale) |
| Caso pertinente  | in contatto con qualcosa     | toccando la casa                 | tlingit, arcio |
| Caso postessivo  | posizione posteriore         | dietro la casa                   | lesgo, agul |
| Caso subessivo   | sotto qualcosa               | sotto la casa                    | tsez |
| Caso superessivo | sulla superficie             | sulla parte superiore della casa | ungherese, osseto, tsez, finlandese |

### Moto da
| Caso             | Utilizzo                                         | Esempio                | Trovato in |
| ---------------- | ------------------------------------------------ | ---------------------- | --- |
| Caso ablativo    | movimento lontano da qualcosa                    | lontano da casa        | albanese, armeno orientale, armeno occidentale, azero, ciuvascio, erzya, estone, evenki, finlandese, ungherese, inuktitut, giapponese, latino, mancese, osseto, quechua, sanscrito, tibetano, tlingit, tsez, turco, uzbeco, lingue jukaghire |
| Caso adelativo   | movimento da qualche parte vicino                | da vicino alla casa    | lesgo |
| Caso delativo    | movimento dalla superficie                       | dalla cima della casa  | ungherese, finlandese |
| Caso egressivo   | che segna l'inizio di un movimento o di un tempo | cominciando dalla casa | udmurto |
| Caso elativo     | da qualcosa                                      | fuori dalla casa       | erzya, estone, evenki, finlandese, ungherese |
| Caso iniziativo  | punto di partenza di un'azione                   | cominciando dalla casa | mancese |
| Caso postelativo | movimento da dietro                              | da dietro la casa      | lesgo |

### Moto a
| Caso             | Utilizzo | Esempio                       | Trovato in |
| ---------------- | --- | ----------------------------- | --- |
| Caso allativo    | in ungherese e in finlandese: movimento a (l'adiacenza di) qualcosa in estone e in finlandese: movimento su qualcosa | alla casa sulla casa          | erzya, e stone, finlandese, ungherese, inuktitut, giapponese, kashmiri, lituano, mancese, tlingit, tsez, turco, tuvano, uzbeco |
| Caso illativo    | movimento in qualcosa                                                                                                | nella casa                    | erzya, estone, finlandese, ungherese, lituano, sami di Inari, sami settentrionale, sami skolt, tsez, esperanto                 |
| Caso lativo      | movimento verso qualcosa                                                                                             | a/in casa                     | erzya, finlandese, quechua, tsez, turco, tedesco, esperanto                                                                    |
| Caso sublativo   | movimento sulla superficie o sotto qualcosa                                                                          | sulla casa, sotto la casa     | ungherese, tsez, finlandese |
| Caso superlativo | movimento sopra o sopra qualcosa                                                                                     | sulla casa, in cima alla casa | lingue caucasiche nordorientali: bezhti, hinukh, tsez                                                                          |
| Caso terminativo | segnando la fine di un movimento o di un tempo                                                                       | fino alla casa                | ciuvascio, estone, ungherese, giapponese, mancese, quechua                                                                     |

### Moto attraverso
| Caso           | Utilizzo                                  | Esempio                  | Trovato in                                                                |
| -------------- | ----------------------------------------- | ------------------------ | ------------------------------------------------------------------------- |
| Caso perlativo | movimento attraverso o lungo              | attraverso/lungo la casa | evenki, tocario A, tocario B, warlpiri, yankunytjatjara                   |
| Caso prolativo | movimento usando una superficie o un modo | attraverso la casa       | erzya, estone (raro), finlandese (raro), tlingit, groenlandese, inuktitut |

### Tempo
| Caso            | Utilizzo                                                                          | Esempio | Trovato in                                               |
| --------------- | --------------------------------------------------------------------------------- | --- | -------------------------------------------------------- |
| Caso ablativo   | specificando un momento quando e entro il quale                                   | eō tempore, "a quel tempo"; paucīs hōrīs, "entro poche ore"                                                  | latino, armeno orientale, armeno occidentale, finlandese |
| Caso accusativo | indicando la durata del tempo conosciuto come l'accusativo della durata del tempo | multos annos, "per molti anni"; ducentos annos, "per 200 anni".                                              | latino, tedesco, esperanto, serbo, croato, russo         |
| Caso essivo     | utilizzato per specificare giorni e date in cui accade qualcosa                   | maanantaina, "di lunedi"; kuudentena joulukuuta, "il 6 dicembre".                                            | finlandese, estone                                       |
| Caso limitativo | specificando una scadenza                                                         | 午後5時半までに (Gogo go-ji han made-ni), "entro le 17:30"                                                   | giapponese                                               |
| Caso temporale  | specificando un orario                                                            | hétkor, "alle sette"; hét órakor, "alle sette in punto"; éjfélkor, "a mezzanotte"; karácsonykor, "a Natale". | ungherese, finlandese (raro)                             |

### Tabella dei casi base
|               | interno   | superficie  | adiacenza | stato       |
| a partire dal | elativo   | delativo    | ablativo  | eccessivo   |
| a/in          | inessivo  | superessivo | adessivo  | essivo      |
| in            | illativo  | sublativo   | allativo  | translativo |
| attraverso    | perlativo | prolativo   |           |             |

## Stato
| Caso                | Utilizzo                                                           | Esempio                                                    | Trovato in                                                                                          |
| ------------------- | ------------------------------------------------------------------ | ---------------------------------------------------------- | --------------------------------------------------------------------------------------------------- |
| Caso abessivo       | la mancanza di qualcosa                                            | senza la casa                                              | erzya, estone, finlandese, sami di Inari, sami skolt, quechua                                       |
| Caso avverbiale     | essere come qualcosa                                               | come una casa                                              | georgiano, udmurto, lingue finniche, abcaso                                                         |
| Caso comparativo    | somiglianza con qualcosa                                           | simile alla casa                                           | dumi, mari, nivkh                                                                                   |
| Caso equivalente    | confronto con qualcosa                                             | come la casa                                               | osseto, sumero, ylingit, tsez                                                                       |
| Caso essivo         | stato d'essere temporaneo                                          | come la casa                                               | estone, finlandese, inuktitut, medio egiziano, sami di Inari, sami settentrionale, sami skolt, tsez |
| Caso essivo-formale | contrassegnare una condizione come una qualità (un tipo di forma)  | come una casa                                              | ungherese, mancese                                                                                  |
| Caso essivo-modale  | contrassegnare una condizione come una qualità (un modo di essere) | come una casa                                              | ungherese                                                                                           |
| Caso eccessivo      | segnando una transizione da una condizione                         | dall'essere una casa (cioè "smettendo di essere una casa") | estone (raro), finlandese (dialettale)                                                              |
| Caso formale        | contrassegnare una condizione come una qualità                     | come una casa                                              | ungherese                                                                                           |
| Caso identico       | mostrando che qualcosa è identico                                  | essendo la casa                                            | mancese                                                                                             |
| Caso orientativo    | orientato verso qualcosa                                           | voltandosi verso la casa                                   | ciukcio, mancese                                                                                    |
| Caso ripristinato   | indietro a qualcosa                                                | contro la casa                                             | mancese                                                                                             |
| Caso Translativo    | cambiamento di una condizione in un'altra                          | trasformandosi in una casa                                 | erzya, estone, finlandese, ungherese, ostiaco, mancese                                              |